# Bernard Haenggeli
Bernard Haenggeli (Friburgo en Suiza, 24 de septiembre de 1960) es un expiloto de motociclismo suizo. Estuvo compitiendo en el Campeonato del Mundo de Motociclismo entre 1987 y 1995.

## Resultados de carrera

### Campeonato del Mundo de Motociclismo

#### Carreras por año
Sistema de puntos desde 1969 a 1987:
| Posición | 1.º | 2.º | 3.º | 4.º | 5.º | 6.º | 7.º | 8.º | 9.º | 10.º |
| Pts.     | 15  | 12  | 10  | 8   | 6   | 5   | 4   | 3   | 2   | 1    |

Sistema de puntos desde 1988 a 1992:
| Posición | 1.º | 2.º | 3.º | 4.º | 5.º | 6.º | 7.º | 8.º | 9.º | 10.º | 11.º | 12.º | 13.º | 14.º | 15.º |
| Pts.     | 20  | 17  | 15  | 13  | 11  | 10  | 9   | 8   | 7   | 6    | 5    | 4    | 3    | 2    | 1    |

(Carreras en negrita indica pole position, carreras en cursiva indica vuelta rápida)
| Año  | Clase | Equipo     | Moto    | 1       | 2       | 3       | 4       | 5       | 6      | 7       | 8       | 9       | 10      | 11      | 12      | 13      | 14      | Pts. | Pos. |
| ---- | ----- | ---------- | ------- | ------- | ------- | ------- | ------- | ------- | ------ | ------- | ------- | ------- | ------- | ------- | ------- | ------- | ------- | ---- | ---- |
| 1987 | 250cc | Yamaha     | JAP -   | ESP Ret | GER DNQ | NAT -   | AUT DNQ | YUG -   | NED -  | FRA DNQ | GBR 25  | SWE -   | CZE 17  | RSM DNQ | POR 20  | BRA -   | ARG -   | 0    | -    |
| 1988 | 250cc | Honda      | JAP -   | USA -   | ESP DNQ | EXP 22  | NAT -   | GER 23  | AUT -  | NED DNQ | BEL -   | YUG -   | FRA DNQ | GBR DNQ | SWE -   | CZE DNQ | BRA -   | 0    | -    |
| 1989 | 250cc | Yamaha     | JPN -   | AUS -   | USA -   | SPA 22  | NAT 21  | GER Ret | AUT -  | YUG -   | NED 19  | BEL 16  | FRA -   | GBR 25  | SWE Ret | CZE -   | BRA -   | 0    | -    |
| 1990 | 250cc | Aprilia    | JPN -   | USA 20  | SPA 15  | NAT Ret | GER Ret | AUT 19  | YUG 20 | NED Ret | BEL Ret | FRA 14  | GBR 18  | SWE Ret | CZE Ret | HUN 15  | AUS Ret | 4    | 38.º |
| 1991 | 250cc | Aprilia    | JPN 32  | AUS 12  | USA 17  | SPA 17  | ITA Ret | GER Ret | AUT 22 | EUR Ret | NED 13  | FRA Ret | GBR 15  | RSM 23  | CZE 12  | VDM Ret | MAL 13  | 15   | 21.º |
| 1992 | 250cc | Aprilia    | JPN 22  | AUS Ret | MAL Ret | SPA 18  | ITA 21  | EUR 14  | GER 18 | NED 12  | HUN 11  | FRA 9   | GBR Ret | BRA 19  | RSA 19  |         |         | 2    | 23.º |
| 1993 | 250cc | Aprilia    | AUS Ret | MAL 23  | JPN 24  | SPA 19  | AUT Ret | GER 23  | NED 18 | EUR 16  | RSM Ret | GBR 15  | CZE 19  | ITA 16  | USA 19  | FIM Ret |         | 1    | 32.º |
| 1994 | 500cc | ROC Yamaha | AUS 19  | MAL Ret | JPN 25  | SPA 20  | AUT Ret | GER Ret | NED 16 | ITA 13  | FRA 12  | GBR Ret | CZE 17  | USA 18  | ARG 19  | EUR 20  |         | 7    | 25.º |
| 1995 | 500cc | ROC Yamaha | AUS 26  | MAL 16  | JAP Ret | ESP 17  | ALE Ret | ITA Ret | NED 20 | FRA 14  | GBR 17  | CZE 22  | RIO Ret | ARG Ret | EUR 20  |         |         | 2    | 31.º |